# Nipponomeconema mutsuense
Nipponomeconema mutsuense är en insektsart som beskrevs av Yamasaki 1983. Nipponomeconema mutsuense ingår i släktet Nipponomeconema och familjen vårtbitare. Inga underarter finns listade i Catalogue of Life.